# Ohangla
L'ohangla est un style de musique et de danse traditionnelle de la communauté des Luo au Kenya. Elle est jouée lors des cérémonies séculières de mariage, de la naissance de jumeaux (yawo rudi) ou de l'enterrement d'un adulte.
Cette dernière cérémonie est appelée tero buru (littéralement « emmener les cendres » en langue luo) du fait que les femmes s'enduisent le corps des cendres d'un feu de camp. Elle signifie l'action d'« accompagner le passage à la mort ».
Ce rite peut paraitre violent par le fait que, lors de l'enterrement d'un homme adulte, les hommes traversent le village juchés sur des taureaux, en habit traditionnel guerrier, simulant l'empalement d'un hypothétique ennemi et que les taureaux sont introduits dans la maison du défunt. Les danses exécutées, par les femmes (que le défunt soit un homme ou une femme), sont censées emporter les mauvais esprits de cette maison et se termineront également à l'intérieur.
Les instruments traditionnels sont les bunde, l'orutu, l'oporo, l'ajauw (ou ajao)  et, pour les mariages et les naissances, la nyatiti.
Ce style de musique est mis à l'honneur par Jack Nyadundo et surtout par son jeune frère Tony qui ont introduit l'utilisation de l'harmonica.